# Дерош (аэропорт)
Аэропорт Дерош (ИАТА: DES, ИКАО: FSDR) расположен на коралловом острове Дерош, Сейшельская республика, крупнейшем острове Амирантского архипелага.
Аэропорт находится в 230 км к юго-западу от острова Маэ и столицы Сейшел Виктории.
Аэропорт расположен на высоте 3 метра над уровнем моря. Есть одна грунтовая взлётно-посадочная полоса длиной 1381 метр.